# Barad (Band)
Bārād (باراد) war eine iranische Rockband aus Teheran. Sie zählte zu den Vorreitern der modernen iranischen Rockmusik.

## Geschichte
Die Historie von Bārād reicht bis in die 1990er Jahre zurück. 1992 begannen Sänger und Gitarrist Pouyā Mahmoudi, Schlagzeuger Ārash Moghadam, Gitarrist Aydin Naeeni und Bassist Kasrā Saboktakin mit gemeinsamen Jamsessions im Haus von Naeeni. Die Musiker verbanden die Elemente der klassischen Rockmusik mit Einflüssen aus der iranischen Folklore. Zu dieser Zeit entstand mit „Biyābān“ (Wüste) eines der ersten Lieder der Band. Es folgten einige Jahre gemeinsamen Musizierens, in denen weitere Lieder entstanden. Mit „Biyābān“  nahmen sie Ende der 1990er/Anfang der 2000er an einer Audition des iranischen Independentlabels Hermes Records teil. Über das Label veröffentlichten sie die Singles „Leyva“ und „Dar Har Rageh Man“ (In all meinen Adern). 2003 veröffentlichte Hermes das Debütalbum „Bārād“. Im Januar 2004 war die Band an einem Charity-Konzert zugunsten der Opfer des Erdbebens von Bam beteiligt. Auf dem 2006 erschienenen Sampler „Rough Guide to the Music of Iran“ war die Band mit dem Titel „Dar Har Rage Man“ vertreten. Um 2006 herum gab die Band ihre Auflösung bekannt, Sänger Mahmoudi begann eine Solokarriere. Ein Teil der Musiker unterstützte die Kollegen von Meera bei verschiedenen Live-Auftritten.

## Diskografie
- Bārād (2003, Hermes Records)